# Hamnscen med Sankta Ursulas avfärd
Hamnscen med Sankta Ursulas avfärd (engelska: Seaport with the Embarkation of Saint Ursula) är en oljemålning av barockkonstnären Claude Lorrain. Den målades 1641 och ingår sedan 1824 i National Gallerys samlingar i London. 
Målningen skildrar en scen från en medeltida helgonlegend om Ursula, en engelsk prinsessa som med 11 000 jungfrur genomförde en pilgrimsresa till Rom på 300-talet. På bilden ska Ursula anträda sin hemresa från Rom; hon bär en gul klädnad och håller en fana med ett rött kors (Englands flagga). Hennes medföljare bär alla pilbåge, ett vapen som representerar deras martyrskap och förebådar deras död.   
Fransmannen Claude Lorrain var i större delen av sitt liv bosatt i Rom. Förutom landskap målade han även ett stort antal hamnscener, denna på beställning av kardinal Fausto Poll (1581–1652). Byggnaderna i målningen är baserade på romersk arkitektur från antiken och renässansen. I bakgrunden syns en soluppgång över havet med mästerligt återgivna motljuseffekter. 
Målningen ingick i Nationalmuseums utställning Arkadien – ett förlorat paradis som visades 2020. 

## Andra hamnscener av Claude Lorrain

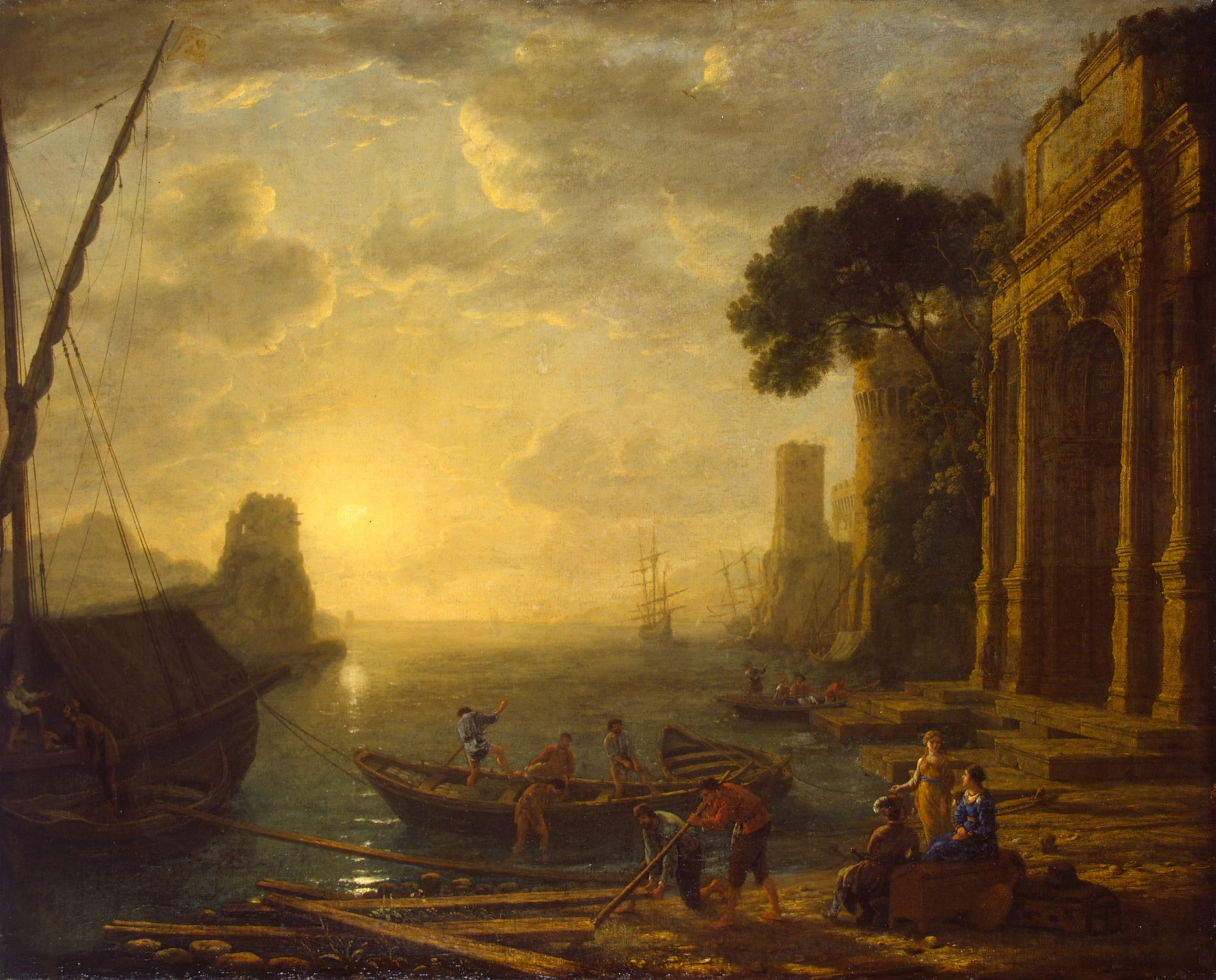
Morgon i hamnen (cirka 1634), Eremitaget.
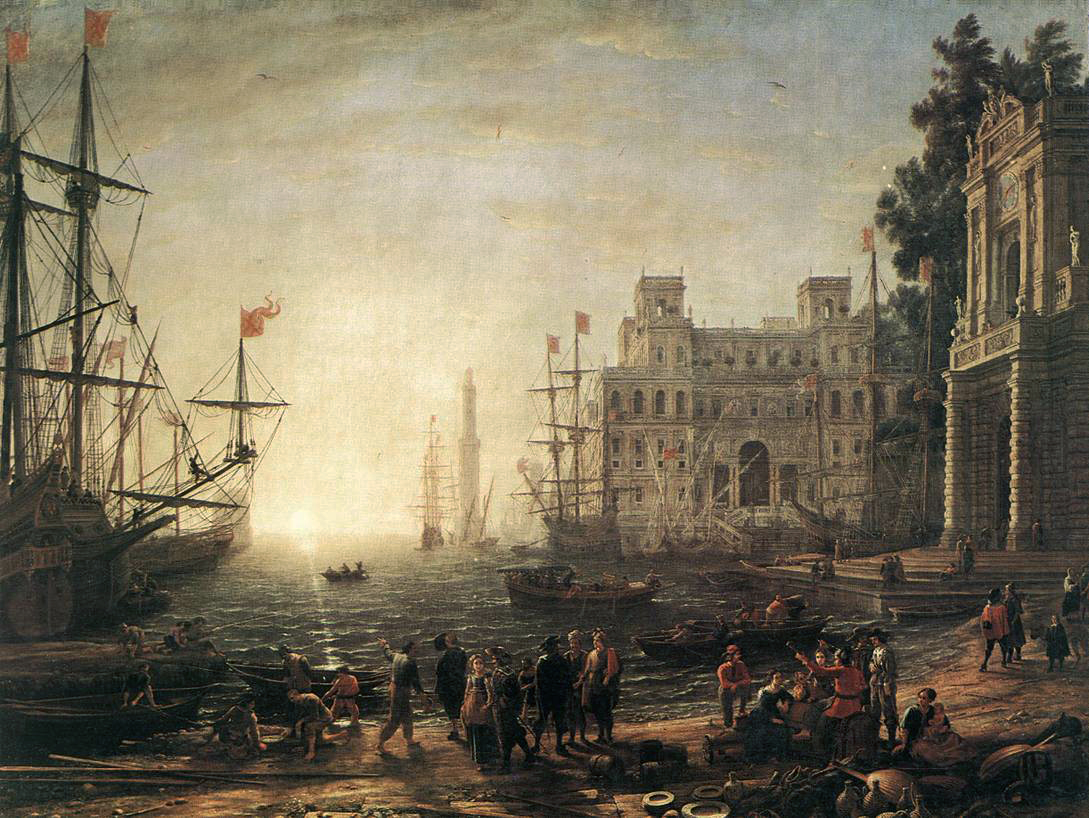
Hamnscen med Villa Medici (1637), Uffizierna.
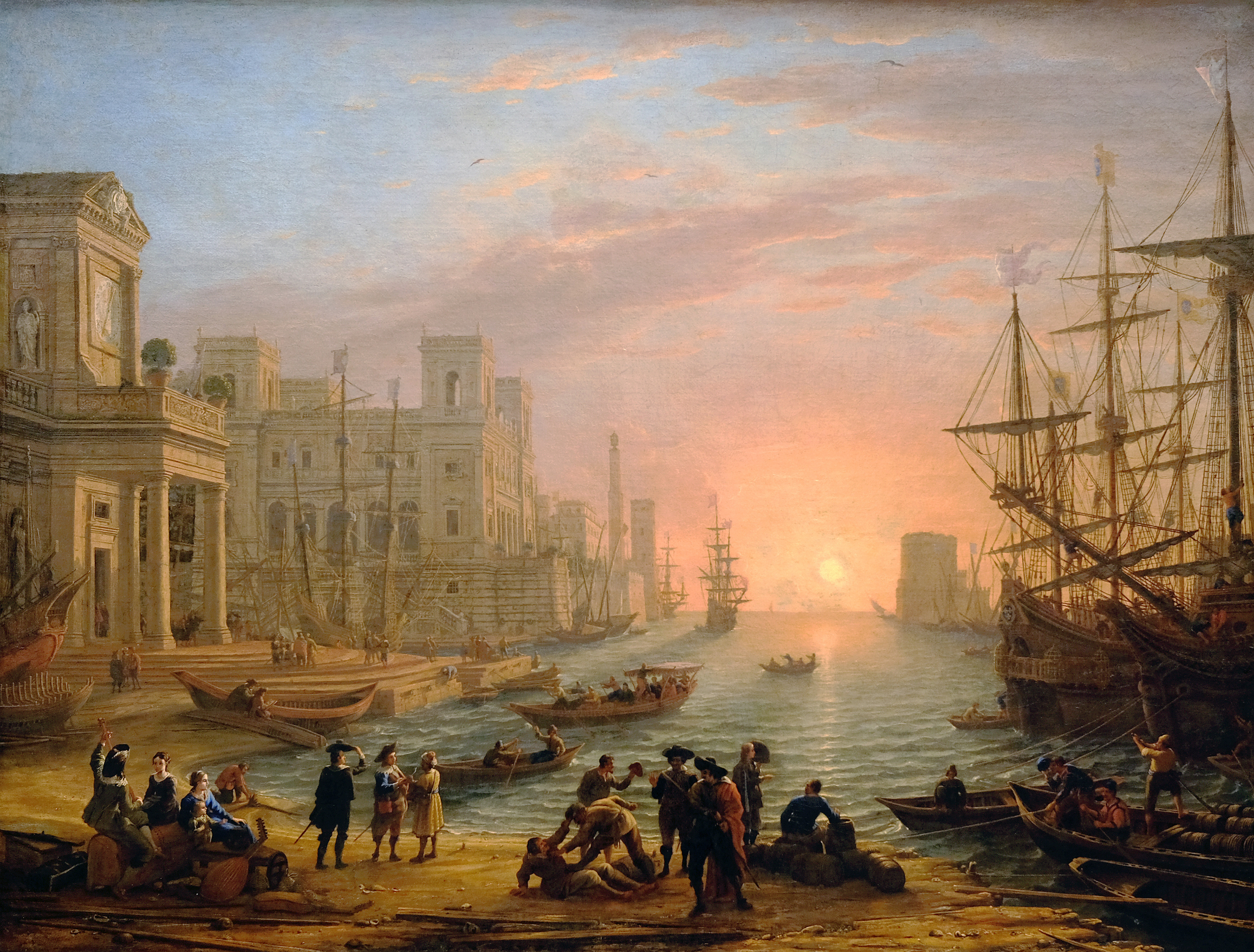
Hamnscen i solnedgång (1639), Louvren.
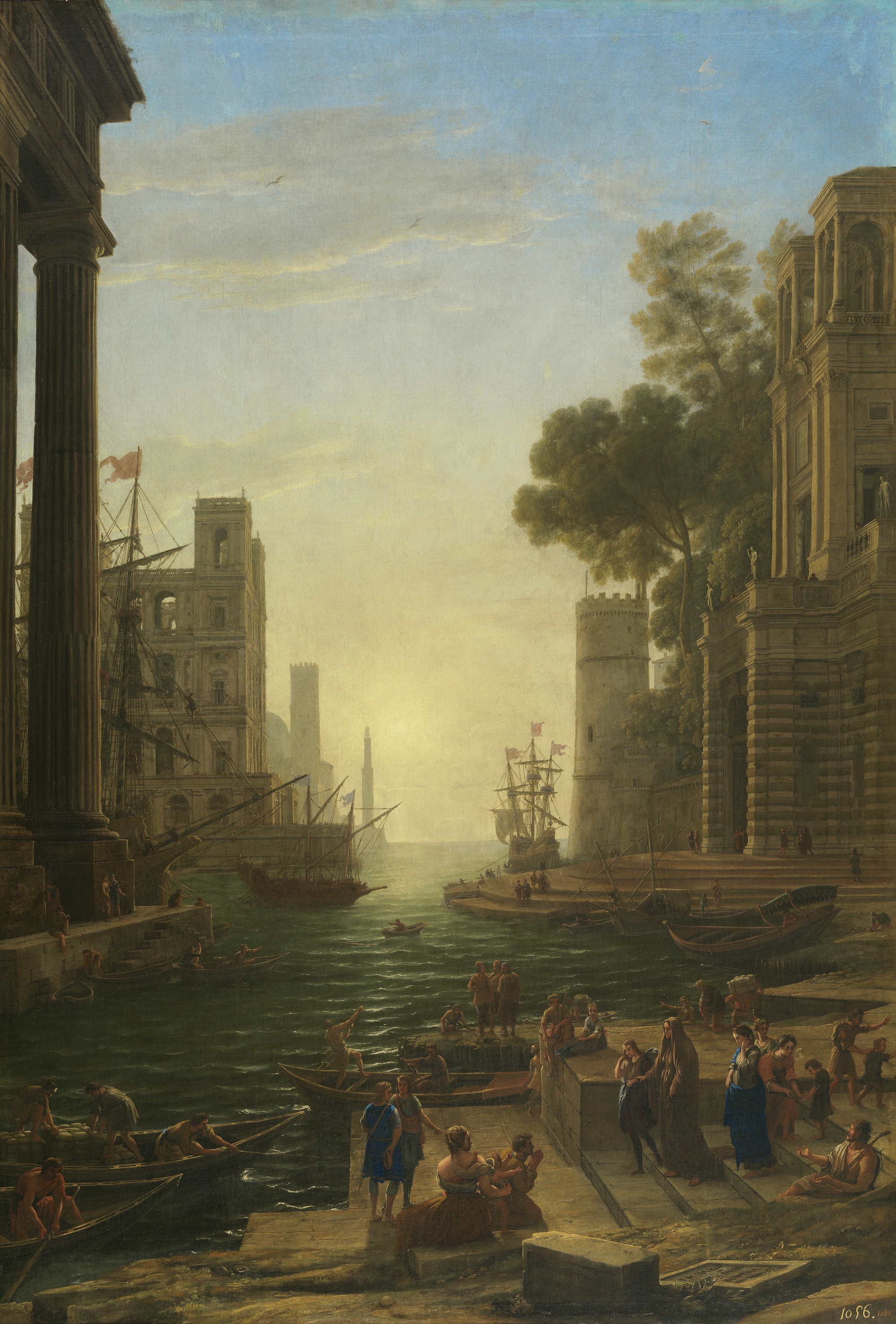
Landskap med Sankta Paula av Roms avfärd från Ostia (1639–1640), Pradomuseet.
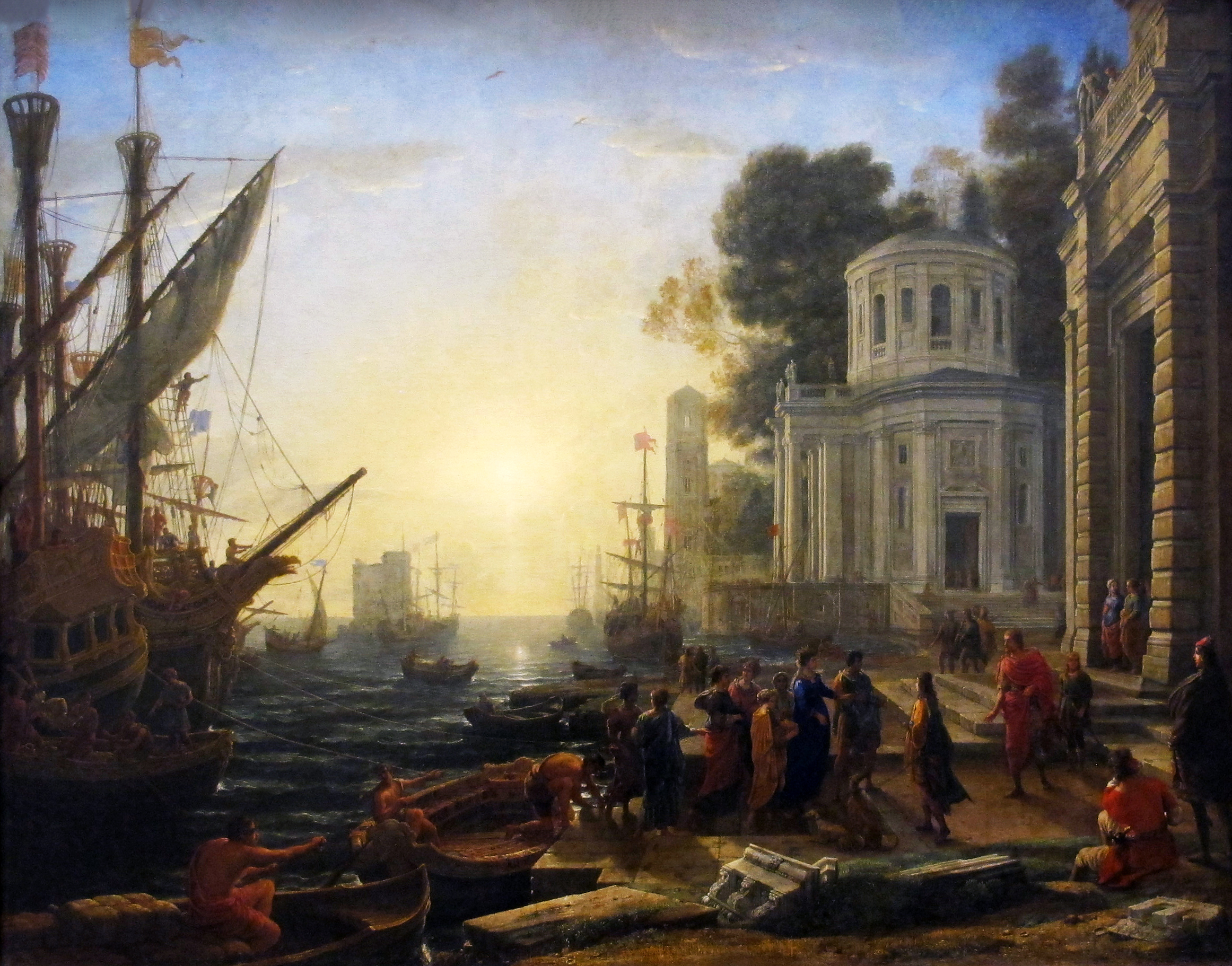
Kleopatras ombordstigning i Tarsus (1642), Louvren.
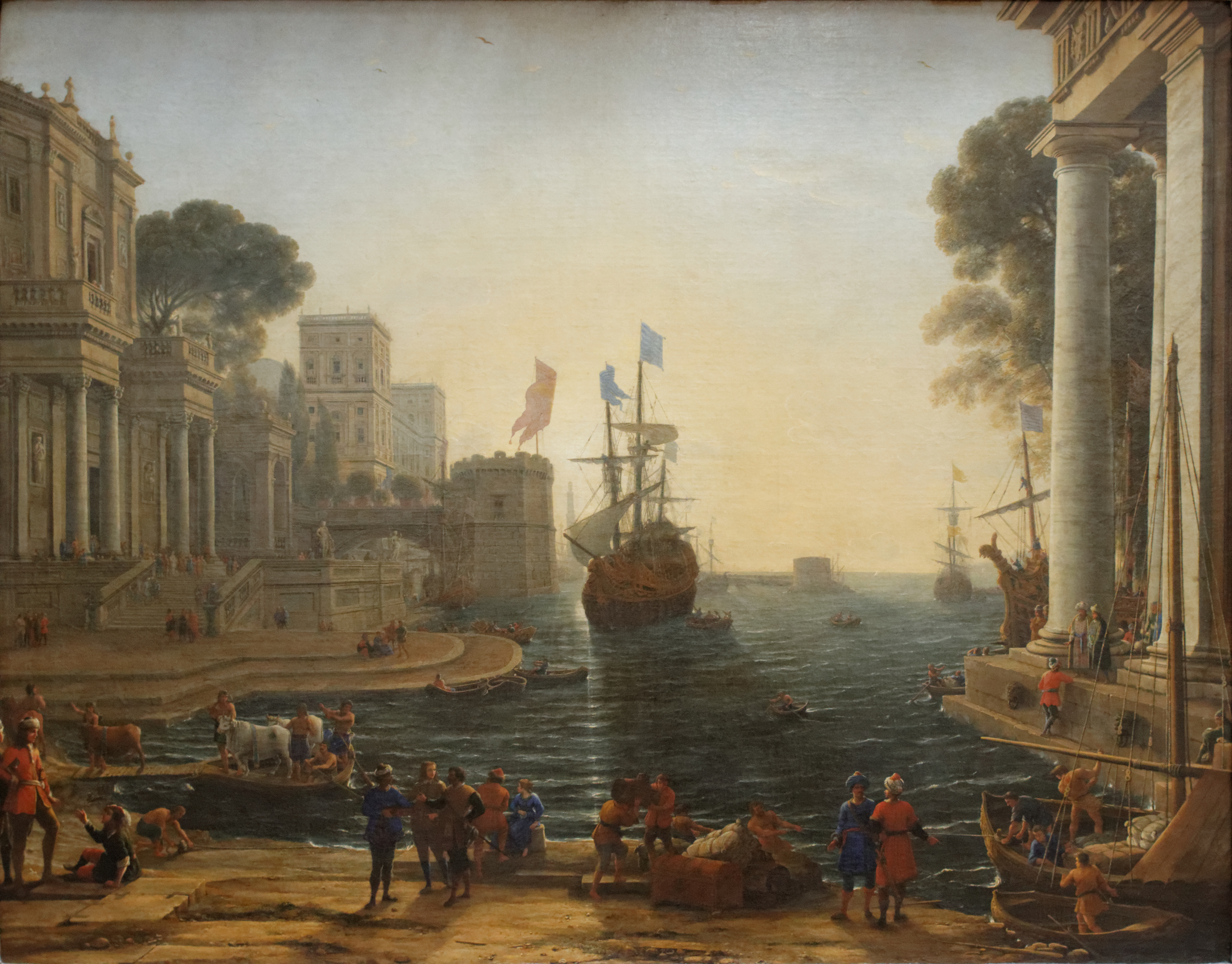
Odysseus återlämnar Kryseis till hennes far (1644), Louvren
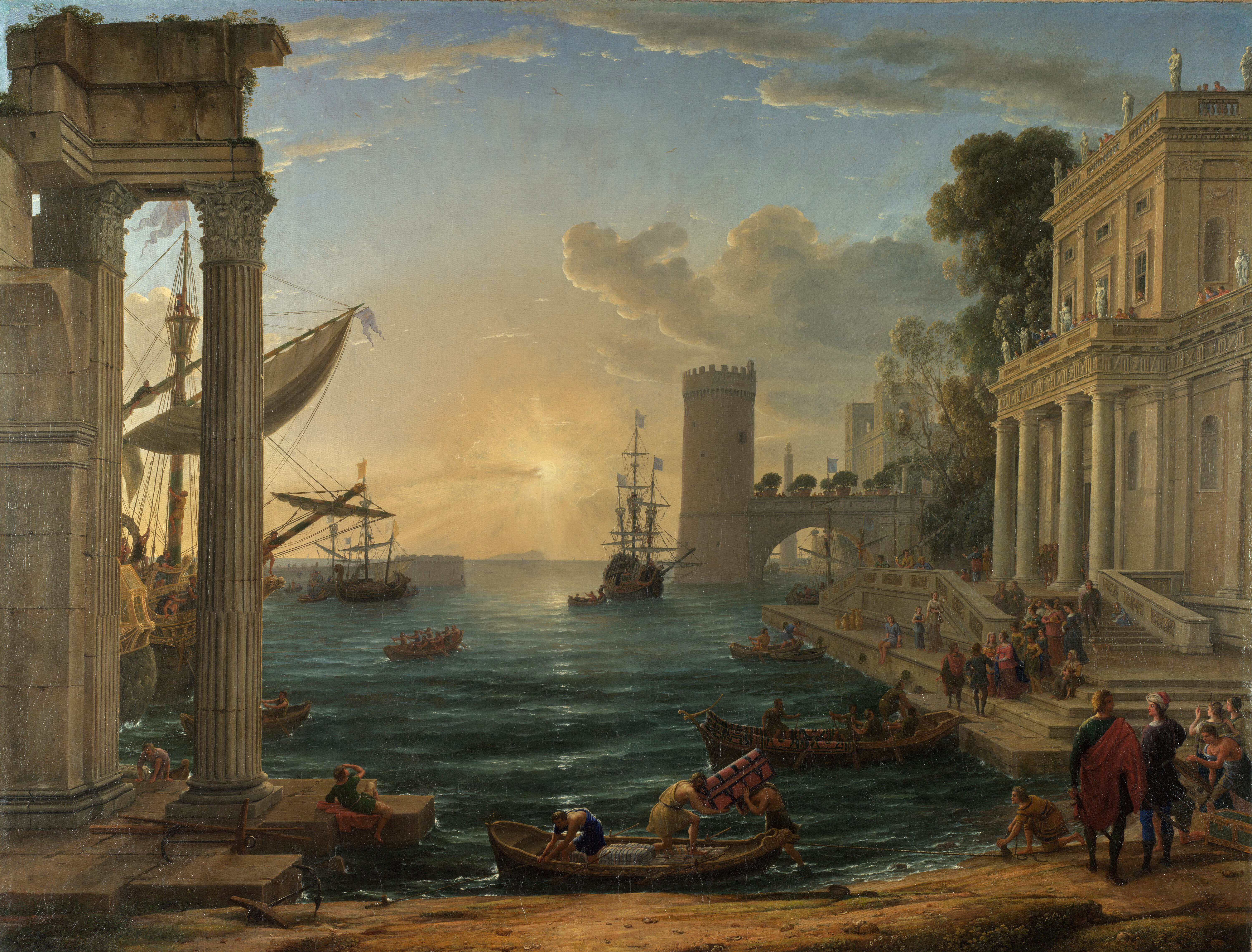
Hamnscen med drottningen av Sabas avfärd (1648), National Gallery.